# Bouche du diable
 Bouche du diable est une bande dessinée scénarisée par Jerome Charyn, dessinée et mise en couleurs par François Boucq et publiée en janvier 1990 chez l'éditeur Casterman dans la collection (À suivre). L'œuvre, qui compte 122 planches, raconte l'histoire de Youri, orphelin en URSS, de son enfance à sa mort. En raison d'un bec-de-lièvre, Youri est surnommé « Bouche du diable ». Doué de facultés télépathiques, il devient ensuite espion de haut niveau pour le compte du KGB et opère aux États-Unis. À mesure que progresse la narration, Youri prend conscience des crimes perpétrés par le KGB et se retourne contre son employeur.

## Synopsis
À la fin de la Seconde Guerre mondiale, une paysanne trouve un enfant abandonné et le recueille. Menacé de mort par l'époux de la paysanne, l'enfant s'enfuit et il est recueilli dans un orphelinat d'État à Karkhov. Son nom est Youri. Ses camarades le maltraitent pendant des années et le surnomment « Bouche du diable » en raison d'un bec-de-lièvre. Adolescent, Youri est recruté par le colonel Stavroguine pour apprendre le métier d'espion, auprès notamment d'un ancien prêtre devenu instructeur, le père Grigori, qui initie son étudiant au mysticisme. Youri semble doué de pouvoirs télépathiques. Sa formation terminée, il bénéficie d'une opération de chirurgie plastique pour corriger sa lèvre puis le KGB l'envoie en mission aux États-Unis, sous le nom de Billy Budd. Il exerce le métier de bâtisseur sur les échafaudages, où il rencontre un chef amérindien, Red Eagle : les deux hommes deviennent alliés et, progressivement, Youri s'émancipe des « mensonges, faux-semblants et machinations ».

## Publication
Le premier volume paraît chez Casterman en janvier 1990 dans la collection (À suivre). Il est suivi de six rééditions chez le même éditeur puis chez Le Lombard.
Bouche du diable paraît en anglais sous le titre Billy Budd, KGB chez la maison d'édition Dover Graphic Novels, qui a aussi édité Little Tulip et La Femme du magicien (The Magician's Wife).

## Genèse de l'œuvre
Les deux collaborations avec Jerome Charyn pour La Femme du magicien et Bouche du diable représentent un tournant dans la carrière de François Boucq : « C'était un tournant voulu. J'aimais beaucoup faire de l'humour, essayer de dénoncer la bêtise humaine, montrer la supercherie du monde. Mais au bout d'un moment, le cynisme, la satire peut te conduire au désabusement », explique Boucq dans Aujourd'hui en France. Dans Le Figaro, le dessinateur explique ce virage dans ces deux albums : « D'emblée, je mets de côté l'humour pour rentrer dans la dimension plus tragique du personnage ». D'après la Tribune de Genève en 2014, Boucq s'est investi dans la narration au point de « dévorer quantité de livres consacrés à l'espionnage, et rencontrer différents espions ». 

## Accueil critique
D'après Thibaut Dary dans Le Figaro « C'est par le récit complet que François Boucq s'est imposé dans la cour des grands, tout particulièrement en 1990 avec Bouche du diable, histoire du retournement intérieur progressif d'un espion soviétique missionné aux États-Unis ». Dans La Montagne en 2013, l'album est décrit comme un « chef-d'œuvre », « une époustouflante histoire d'espionnage et de destinée qui transcende avec grâce toutes les règles du genre ». Dans Le Soir, « la force graphique de Boucq donne au récit une beauté surnaturelle » ; l'œuvre « fait déjà partie des classiques de la bande dessinée contemporaine ».

## Expositions
En 2014, la galerie Perspectives Art9, à Genève, présente une exposition de planches originales tirées de Bouche du diable. Lors du festival BD à Bastia en 2014, une autre exposition présente des planches originales de Boucq, dont Bouche du diable.